# トマス・ロビンソン (第2代グランサム男爵)
第2代グランサム男爵トマス・ロビンソン（英: Thomas Robinson, 2nd Baron Grantham, PC、1738年11月30日 - 1786年7月20日）は、イギリスの政治家、外交官、貴族。
首相を務めた初代ゴドリッチ子爵フレデリック・ジョン・ロビンソンは子息である。

## 経歴
1738年11月30日、駐ウィーン公使のトマス・ロビンソン（後に初代グランサム男爵に叙される）とその妻フランセス（旧姓ウォーズリー）の長男としてオーストリア首都ウィーンに生まれる。
ウェストミンスター・スクールを経て、ケンブリッジ大学クライスツ・カレッジを卒業。
1761年から1770年にかけてクライストチャーチ選挙区から選出されて庶民院議員を務める。1770年に父からグランサム男爵位を継承して貴族院へ移籍した。1770年から1771年にかけて副宮内長官を務める。1771年から1779年にかけては駐スペイン大使を務める。1780年から1782年にかけては第一商務卿を務め、1782年から1783年にかけて外務大臣を務めた。
1786年7月20日にロンドン・パットニーのグランサム・ハウスで死去した。

## 栄典

### 爵位
- 1770年9月30日、第2代グランサム男爵（1761年創設グレートブリテン貴族爵位）[1][2]

### 名誉職その他
- 1770年、枢密顧問官（PC）[1][2]

## 家族
1780年に第2代ハードウィック伯爵フィリップ・ヨークの娘メアリー・ヨークと結婚し、彼女との間に以下の2子を儲けた。
- 第1子（長男）トマス・フィリップ・ロビンソン（1781-1859）：第3代グランサム男爵・第2代ド・グレイ伯爵。アイルランド総督などを務める。
- 第2子（次男）フレデリック・ジョン・ロビンソン（1782-1859）：初代リポン伯爵・初代ゴドリッチ子爵。首相などを務める。